# Andikitira
Andikitira (gr. Αντικύθηρα; st.gr. Antikythēra) – grecka wyspa zaliczana do Wysp Jońskich, położona w połowie drogi między wyspą Kithira a zachodnimi brzegami Krety. Zajmuje powierzchnię 20,43 km², w 2011 roku liczyła 68 mieszkańców. Wyspa ma podłużny kształt o przebiegu NNW-SSE. Główną miejscowością na wyspie jest Potamos.
Leży w administracji zdecentralizowanej Attyka, w regionie Attyka, w jednostce regionalnej Wyspy, w gminie Kithira.
W starożytności, między IV a I w. p.n.e. wyspa stanowiła bazę dla piratów z Cylicji. Rozprawił się z nimi rzymski dowódca wojskowy Pompejusz. Na wyspie zachowały się pozostałości pirackiego fortu.
Na początku XX wieku u wybrzeży wyspy odkryto wrak starożytnego okrętu, na którym znaleziono mechaniczny przyrząd do obliczania pozycji ciał niebieskich.